# ميركو سالفي
ميركو سالفي (14 فبراير 1994 بيافردون ليه باين في سويسرا - ) هو لاعب كرة قدم سويسري في مركز حراسة المرمى. شارك مع منتخب سويسرا تحت 16 سنة لكرة القدم ‏ ومنتخب سويسرا تحت 17 سنة لكرة القدم ومنتخب سويسرا تحت 18 سنة لكرة القدم ومنتخب سويسرا تحت 19 سنة لكرة القدم ومنتخب سويسرا تحت 20 سنة لكرة القدم ومنتخب سويسرا تحت 21 سنة لكرة القدم. أما مع النوادي، فقد لعب مع نادي بازل ونادي بيل-بيين ونادي لوغانو.